# Експектатива
Експектати́ва (лат. expectativus) — у статутах Великого князівства Литовського, королівський і великокняжий привілей або лист, виданий монаршою канцелярією отримувачу на підтвердження його прав щодо маєтку, населення і земель.